# Real Sporting de Gijón
L'Sporting de Gijón és un club de futbol de Xixón, Astúries. Fundat l'any 1905, actualment juga a la Segona Divisió.

## Història

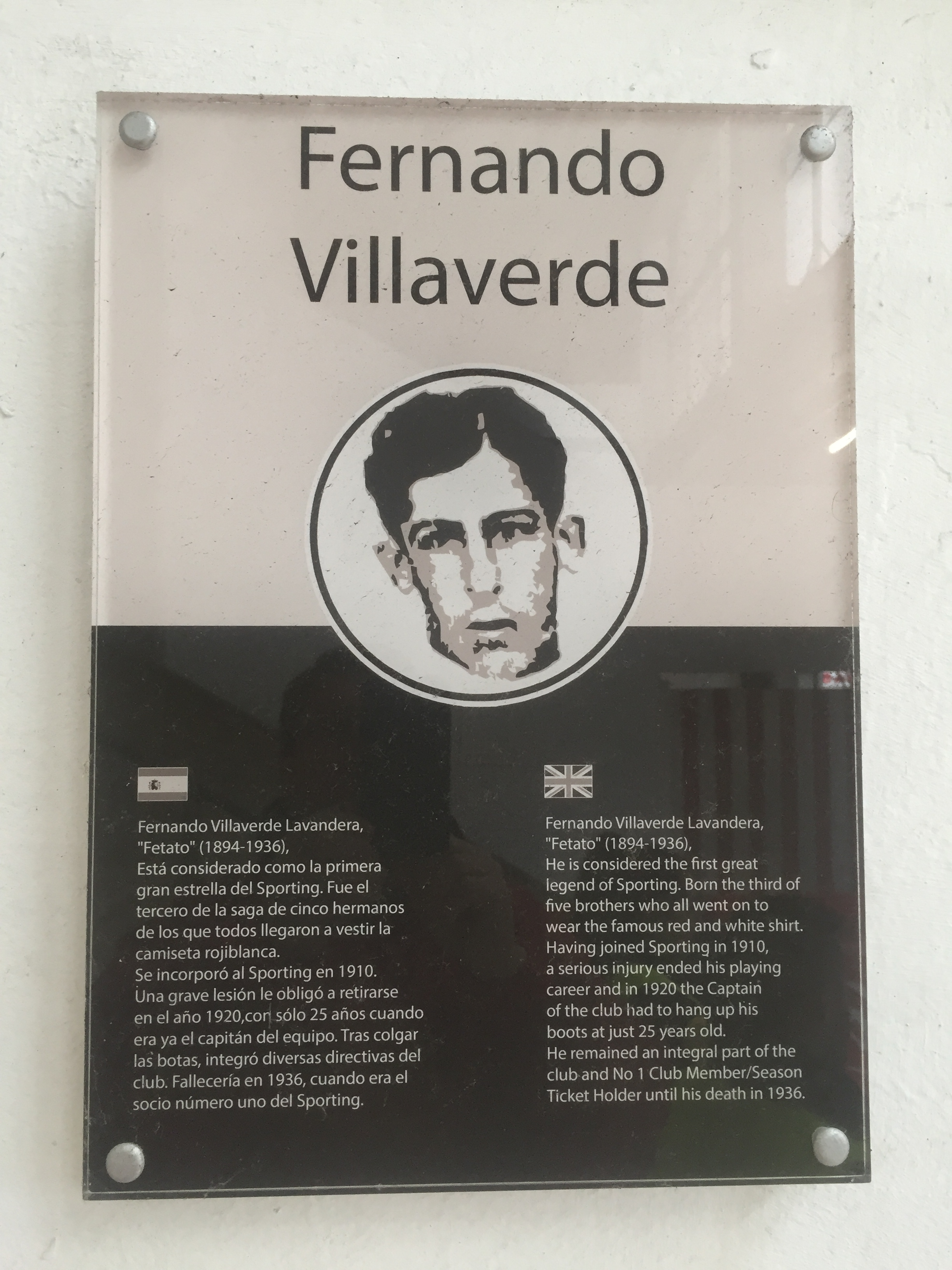
Placa en record de Fernando Villaverde a l'estadi.

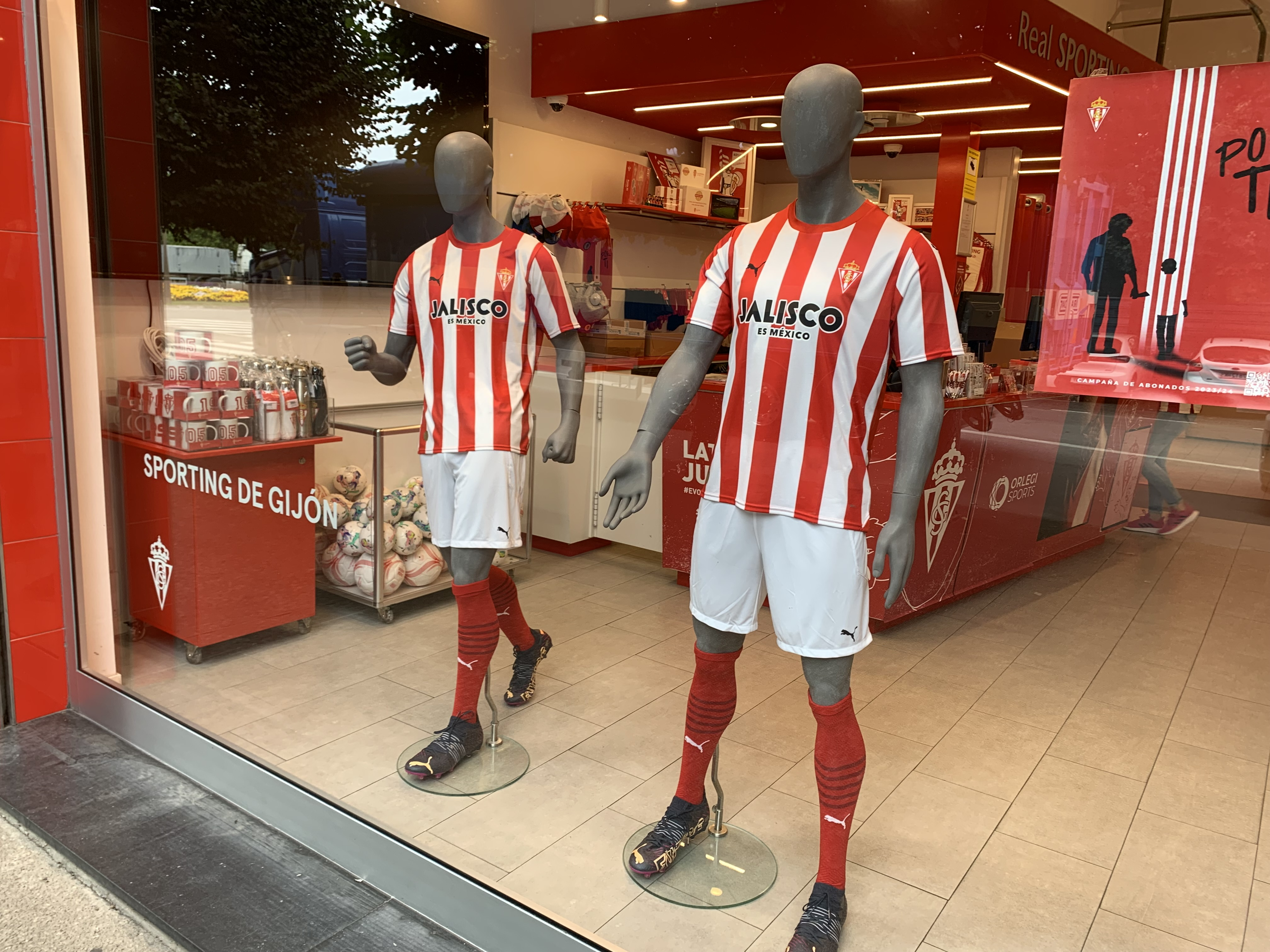
Uniforme de la temporada 2023-24 a la botiga del club.

El club es fundà l'any 1905 amb el nom de Sporting Gijonés, amb Anselmo López com a primer president. Aquests primers anys el club competeix amb dos altres clubs de la ciutat, el Gijón Sport Club (fundat el 1903 i, per tant, el més antic de la ciutat) i la Sportiva Gijonesa. Aquestes dues entitats es fusionaren el 1911 però aviat se separaren i anaren cedint el predomini a l'Sporting que acabà absorbint-ne la majoria dels seus jugadors. El 1912 obté el títol de Reial de part del rei Alfons XIII esdevenint Real Sporting Club Gijonés. El 1916 adoptà la denominació de Real Sporting de Gijón. Entre 1941 i 1977, a causa d'una normativa que prohibia els noms no espanyols el club s'anomenà Real Gijón.
El 1944, el club ascendí per primer cop a la primera divisió. La seva època més destacada la visqué entre els finals dels 70 i els 80 on el club fou un dels punters del campionat, arribant a disputar dues finals de la Copa del Rei el 1981 i 1982 i acabant segon a la lliga el 1978-79. També disputà diversos cops la Copa de la UEFA. La temporada de 1997 fou un desastre i el club va perdre la categoria baixant a Segona Divisió. Al cap de 10 anys estant a la categoria de plata, l'Sporting aconseguí el desitjat ascens a la Primera divisió espanyola junt amb el CD Numancia i el Màlaga CF.

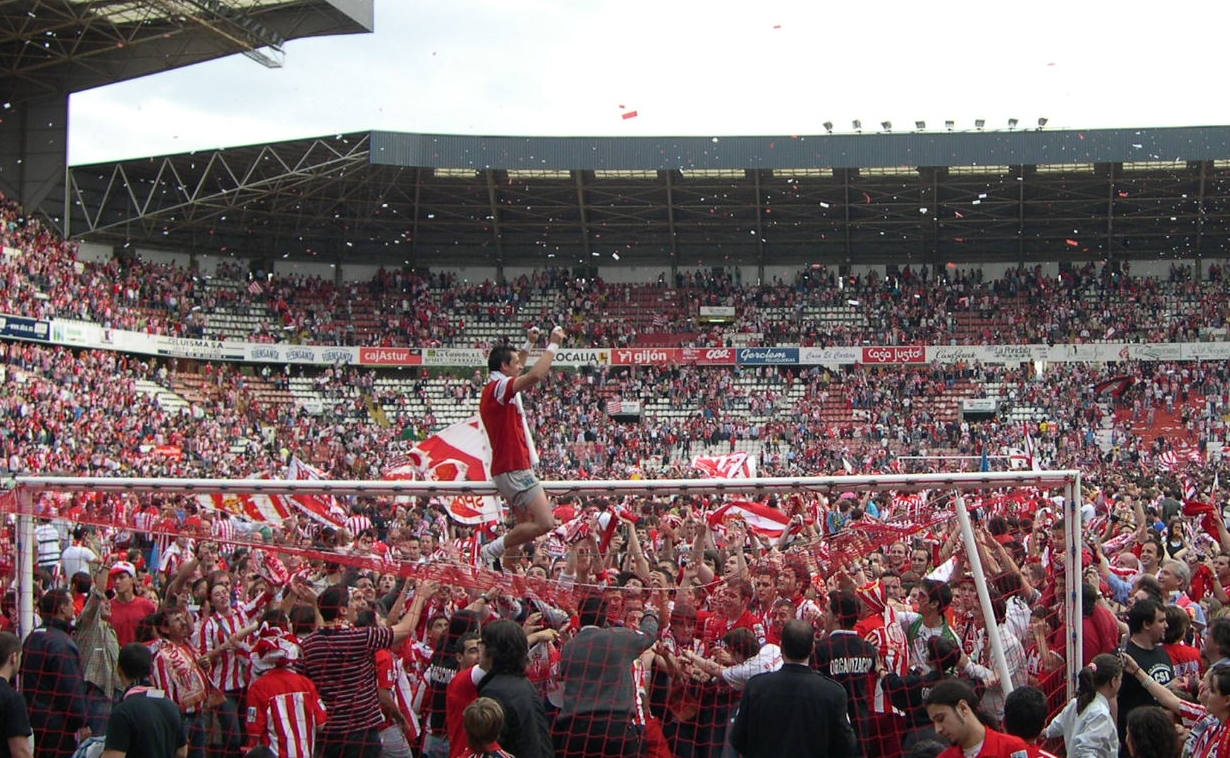
L'Sporting de Gijón, celebrant l'ascens el 15 de juny de 2008

El seu rival històric és el Reial Oviedo, amb qui manté forta rivalitat.

## Estadis
Els terrenys de joc de club han estat els següents:
- Playa de San Llorienzu: terreny de joc durant els primers anys d'existència de l'equip.[1]
- Prau Redondu: situat a la zona de L'Humedal.[2]
- La Matona: finca situada a la zona de La Guía propietat de la família Menchaca que fou llogada per l'Sporting durant tres mesos al preu de 100 pessetes.[1][3][4]
- La Flor de Valencia: una altra finca de La Guía, propietat d'Anselmo Piñole on el club jugà breument.[1]
- Estadi El Molinón: actual estadi del club, fou començat a usar pel club el 1915.[5]

- Escuela de fútbol de Mareo: és la zona d'entrenament i formació del club[6][7][8][9] d'on han sortit gran quantitat de jugadors com Eloy, Quini, Ablanedo, Luis Enrique, Abelardo, Manjarín, Juanele o David Villa.

## Plantilla 2024-25
A 21 agost 2024.
| N. | Pos. | Nac. | Jugador       |
| -- | ---- | --- | ------------- |
| 1  | POR  | [[Fitxer:Flag of Catalonia.svg\|23x15px\|border \|alt=Catalunya\|link=Selecció de futbol de Catalunya\|{{#if:\|]] | Rubén Yáñez   |
| 2  | DEF  | [[Fitxer:Flag of Spain.svg\|23x15px\|border \|alt=Espanya\|link=Selecció de futbol d'Espanya\|{{#if:\|]]          | Guille Rosas  |
| 3  | DEF  | [[Fitxer:Flag of Spain.svg\|23x15px\|border \|alt=Espanya\|link=Selecció de futbol d'Espanya\|{{#if:\|]]          | Cote          |
| 4  | DEF  | [[Fitxer:Flag of Spain.svg\|23x15px\|border \|alt=Espanya\|link=Selecció de futbol d'Espanya\|{{#if:\|]]          | Róber Pier    |
| 5  | DEF  | [[Fitxer:Flag of Spain.svg\|23x15px\|border \|alt=Espanya\|link=Selecció de futbol d'Espanya\|{{#if:\|]]          | Pablo García  |
| 6  | MIG  | [[Fitxer:Flag of Spain.svg\|23x15px\|border \|alt=Espanya\|link=Selecció de futbol d'Espanya\|{{#if:\|]]          | Nacho Martín  |
| 7  | MIG  | [[Fitxer:Flag of Spain.svg\|23x15px\|border \|alt=Espanya\|link=Selecció de futbol d'Espanya\|{{#if:\|]]          | Gaspar Campos |
| 8  | MIG  | [[Fitxer:Flag of Spain.svg\|23x15px\|border \|alt=Espanya\|link=Selecció de futbol d'Espanya\|{{#if:\|]]          | Jesús Bernal  |
| 9  | MIG  | [[Fitxer:Flag of Spain.svg\|23x15px\|border \|alt=Espanya\|link=Selecció de futbol d'Espanya\|{{#if:\|]]          | Dani Queipo   |
| 10 | MIG  | [[Fitxer:Flag of Spain.svg\|23x15px\|border \|alt=Espanya\|link=Selecció de futbol d'Espanya\|{{#if:\|]]          | Nacho Méndez  |

| N. | Pos. | Nac. | Jugador                                |
| -- | ---- | --- | -------------------------------------- |
| 11 | DAV  | [[Fitxer:Flag of Catalonia.svg\|23x15px\|border \|alt=Catalunya\|link=Selecció de futbol de Catalunya\|{{#if:\|]]                | Víctor Campuzano                       |
| 12 | DEF  | [[Fitxer:Flag of Côte d'Ivoire.svg\|23x15px\|border \|alt=Costa d'Ivori\|link=Selecció de futbol de la Costa d'Ivori\|{{#if:\|]] | Axel Bamba                             |
| 13 | POR  | [[Fitxer:Flag of Cuba.svg\|23x15px\|border \|alt=Cuba\|link=Selecció de futbol de Cuba\|{{#if:\|]]                               | Christian Joel                         |
| 14 | MIG  | [[Fitxer:Flag of Spain.svg\|23x15px\|border \|alt=Espanya\|link=Selecció de futbol d'Espanya\|{{#if:\|]]                         | Lander Olaetxea                        |
| 16 | DAV  | [[Fitxer:Flag of Ecuador.svg\|23x15px\|border \|alt=Equador\|link=Selecció de futbol de l'Equador\|{{#if:\|]]                    | Jordy Caicedo (cedit per l'Atlas)      |
| 17 | DAV  | [[Fitxer:Flag of Belgium (civil).svg\|23x15px\|border \|alt=Bèlgica\|link=Selecció de futbol de Bèlgica\|{{#if:\|]]              | Jonathan Dubasin (cedit pel FC Basel)  |
| 19 | DAV  | [[Fitxer:Flag of Colombia.svg\|23x15px\|border \|alt=Colòmbia\|link=Selecció de futbol de Colòmbia\|{{#if:\|]]                   | Juan Otero                             |
| 22 | DEF  | [[Fitxer:Flag of Spain.svg\|23x15px\|border \|alt=Espanya\|link=Selecció de futbol d'Espanya\|{{#if:\|]]                         | Diego Sánchez                          |
| 23 | DEF  | [[Fitxer:Flag of Spain.svg\|23x15px\|border \|alt=Espanya\|link=Selecció de futbol d'Espanya\|{{#if:\|]]                         | Eric Curbelo                           |
| —  | MIG  | [[Fitxer:Flag of Spain.svg\|23x15px\|border \|alt=Espanya\|link=Selecció de futbol d'Espanya\|{{#if:\|]]                         | César Gelabert (cedit pel Toulouse FC) |

## Jugadors destacats
- Paquito
- Manuel Meana
- Jesús Castro
- Quini
- Ablanedo I
- Ablanedo II
- Iván Iglesias
- Antonio Maceda
- Abelardo Fernández
- Luis Enrique
- Eloy Olaya
- Javier Manjarín
- Marcelino Elena
- Thomas Christiansen
- Julio Salinas
- David Villa
- Vicente Iborra
- Manuel Badenes
- Laurie Cunningham
- Gueorgui Iordanov
- Mario Stanić
- Mate Bilić
- Kevin Moran
- Fernando Gomes
- Marcel Sabou
- Ígor Lediàkhov
- Yuri Nikiforov
- Dmitri Txérixev
- Igor Tasevski
- Milan Luhový
- Patricio Graff
- Leo Biagini
- Enzo Ferrero
- Edwin Congo
- Rónald Gómez
- Manuel Negrete
- Luis Flores
- Wilmar Cabrera
- Rashidi Yekini

## Entrenadors destacats

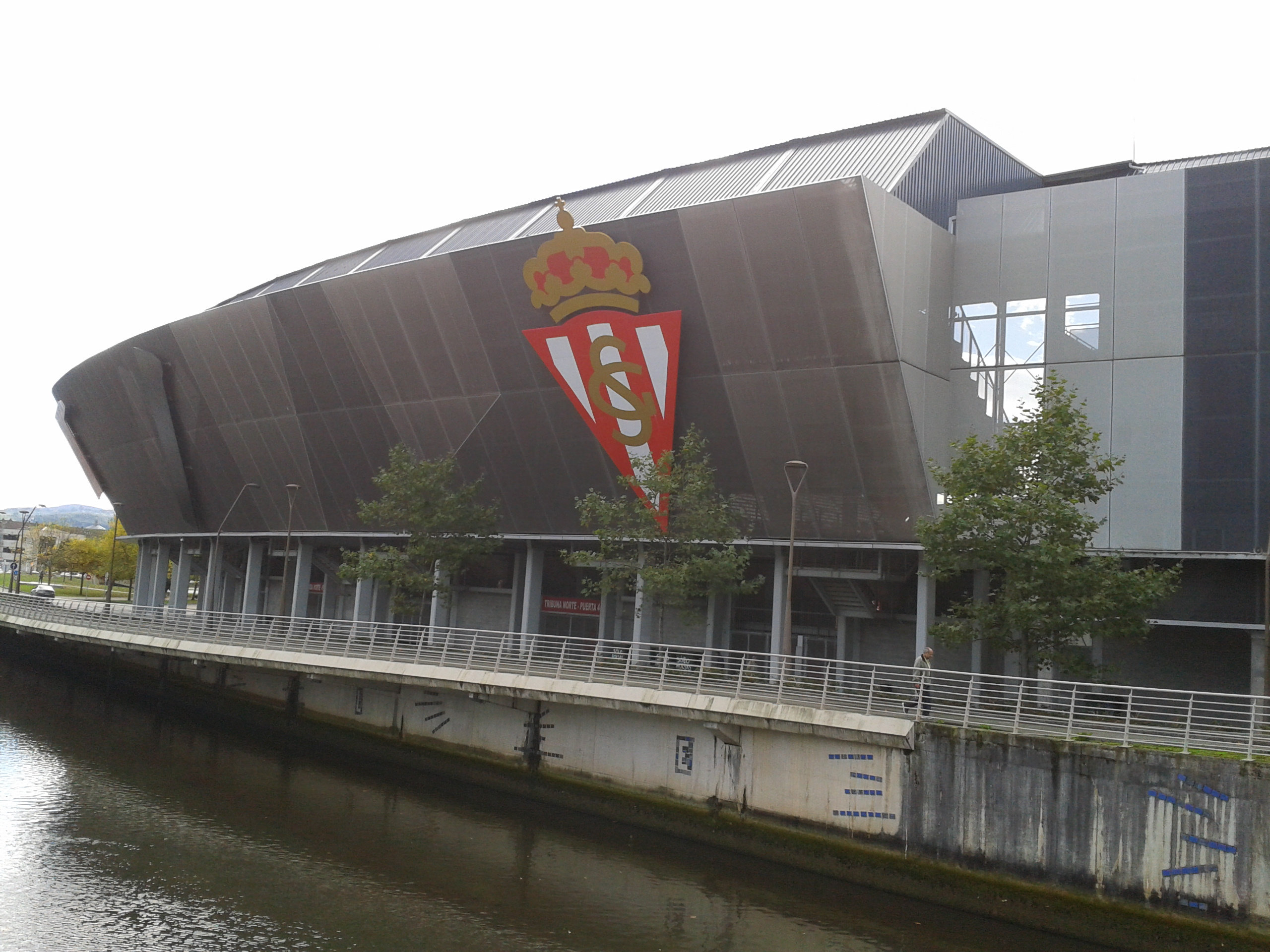
El Molinón.

- Joan Josep Nogués, 1952-1954
- José Manuel Díaz Novoa
- Vicente Miera
- Vujadin Boškov, 1983-1984
- Mariano García Remón
- Bert Jacobs
- Aad de Mos
- Manuel Preciado